# Élections locales écossaises de 2012 à Aberdeenshire
Pour un article plus général, voir Élections locales écossaises de 2012.

Les élections locales écossaises de 2012 à Aberdeenshire se sont tenues le 3 mai 2012.

## Composition du conseil
Majorité absolue : 35 sièges
| Parti               | Sièges  |
| ------------------- | ------- |
| SNP                 | 28 / 68 |
| Conservateur        | 14 / 68 |
| Libéraux-démocrates | 12 / 68 |
| Indépendant         | 11 / 68 |
| Travailliste        | 2 / 68  |
| Vert                | 1 / 68  |